# Samut Prakan (provincie)
Samut Prakan (Thai:สมุทรปราการ) is een provincie in het centrale gedeelte van Thailand. Het woord Samut Prakan betekent kade aan de kust. De provincie ligt op ongeveer 29 kilometer van Bangkok. Samut Prakan grenst aan de provincies Bangkok en Chachoengsao.

## Provinciale symbolen
|  | Het zegel van de provincie toont de Phra Samut Chedi, de belangrijkste Wat (boeddhistische tempel) in de provincie. In de Uposatha van deze tempel bevinden zich twee belangrijke beelden, namelijk een staand Boeddhabeeld en het beeld van de monnik Phra Chaiwat. De vlag van Samut Prakan toont het wapenschild tegen een blauwe achtergrond. De provinciale boom is de Thespesia populnea (Strandpopulier). |

## Geografie
De provincie ligt aan beide zijden van de rivier de Menam, waar deze uitmondt in de Golf van Thailand. De provincie of gedeeltes ervan wordt ook wel Pak Nam (Thai:ปากน้ำ) genoemd, het Thaise woord voor riviermonding.

Het gedeelte op de westelijke rivieroever bestaat voornamelijk uit rijstvelden en garnalenkwekerijen, en heeft mangrovebossen langs de kust. Het gedeelte op de oostelijke rivieroever is voornamelijk een sterk verstedelijkt gebied met veel industrie; het is in feite een voortzetting van de metropool Bangkok.
De provincie heeft een kustlijn van 47,2 kilometer. Door het weghalen van de mangroves worden delen van de kust bedreigd met afkalving.

## Klimaat

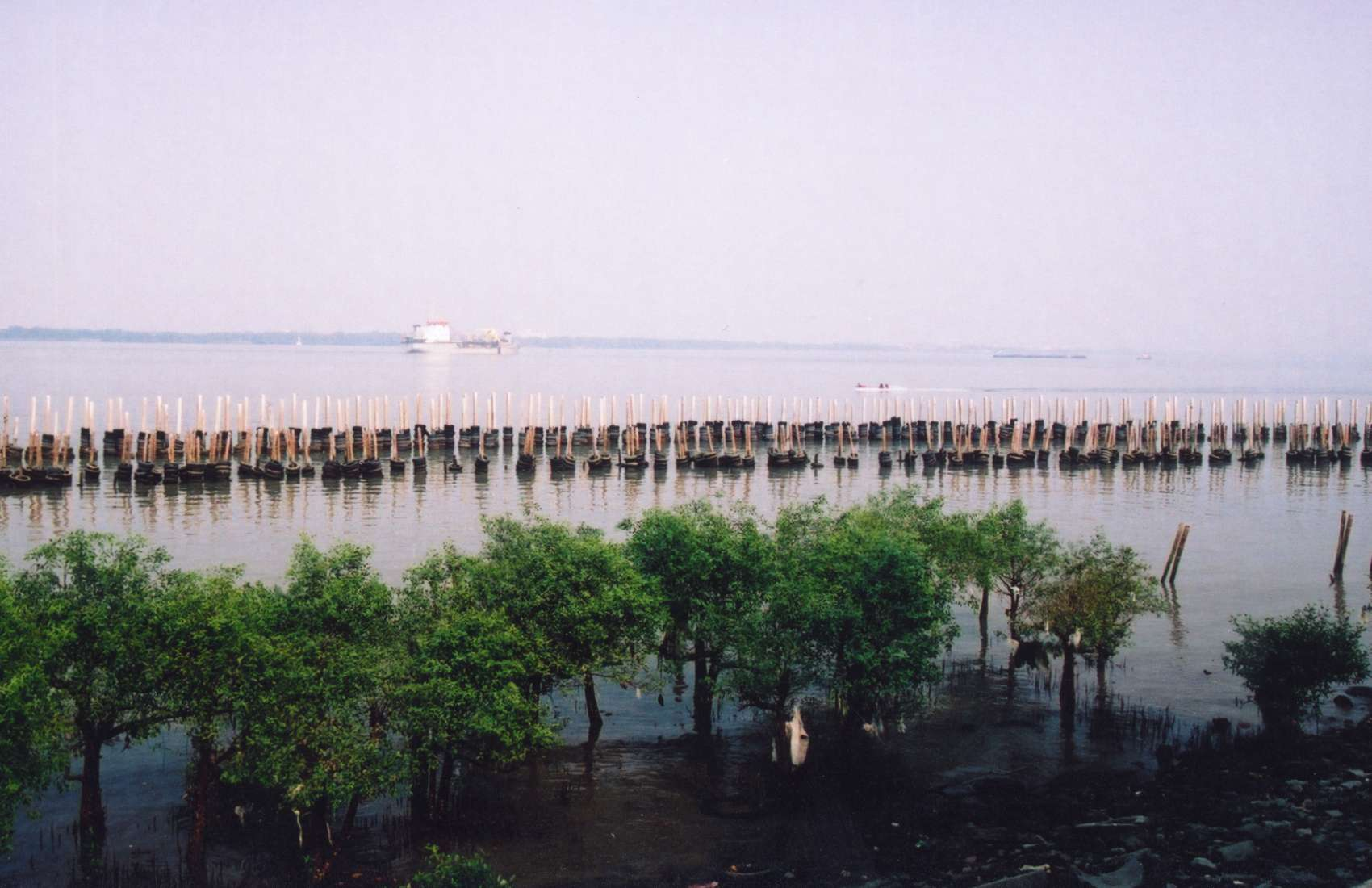
De monding, pak nam, van de rivier de Menam (Chao Phraya)

De gemiddelde jaarlijkse regenval bedraagt ongeveer 1400 millimeter. De meeste regen valt in de maand september (gemiddeld 305 millimeter), verspreid over 15 dagen. De droogste maanden zijn december en januari met regenval van minder dan 10 millimeter verspreid over een of twee dagen. Het klimaat kent drie seizoenen. Het koele droge seizoen, met temperaturen van 25° tot 30° Celsius, begint eind oktober/begin november en eindigt begin maart; het hete droge seizoen van begin maart tot mei, met temperaturen die kunnen oplopen tot boven de 40° Celsius; en het warme regenseizoen van mei tot eind oktober/begin november, waarin het iedere dag kan regenen en de temperatuur tussen de 30° en 35° Celsius ligt, bij een hoge luchtvochtigheid. Het hoogtepunt van het regenseizoen is tussen eind augustus en begin oktober. In deze periode valt het meeste regen. Plaatselijk treden dan overstromingen op omdat de grote hoeveelheden water niet kunnen worden afgevoerd en de bodem vaak al met water verzadigd is door de regenval uit de voorafgaande maanden.

## Bestuur
De provincie Samut Prakan wordt bestuurd door een raad, aan het hoofd waarvan een gouverneur staat die wordt aangewezen door de nationale regering. De provincie is onderverdeeld in zeven kiesdistricten, die ieder een afgevaardigde kiezen voor het nationale parlement.
De provincie is onderverdeeld in vijf districten (Amphoe) en een subdistrict (King Amphoe) namelijk:
| Amphoe 1. Mueang Samut Prakan 2. Bang Bo 3. Bang Phli 4. Phra Pradaeng 5. Phra Samut Chedi | King Amphoe 1. Bang Sao Thong |  |

De districten zijn verder onderverdeeld in 50 Tambon en 396 Moobaan (dorpen).